# Еліс Еванс
Éліс Джейн Éванс (англ. Alice Jane Evans; 2 серпня 1968, Нью-Джерсі, США) — американська та англійська акторка.

## Життєпис
Еліс Джейн Еванс народилась 2 серпня 1968 року у місті Самміт (штат Нью-Джерсі, США) у родині вчителів, її дідусь був шахтарем. Дуже скоро після її народження батьки переїхали до Англії, у місто Бристоль, саме тому це місто часто вказується як місце народження акторки. Закінчивши школу Гартвуд Гаус Еліс вступила до Університетського коледжу Лондона. Після його закінчення переїхала до Парижу.

## Кар'єра
Після переїзду до Парижу, Еліс отримала роботу на французькому телебаченні та знялася в італійському серіалі «Сходинки до слави» (італ. Le ragazze di Piazza di Spagna).
У 1997 році Еліс майстерно виконує роль безсмертної Кіри у 5-й серії 6-го сезону відомого серіалу «Горець» під назвою «Пацієнт № 7». У той же час вона знімається також і в інших серіалах: «Еліза топ-модель», «Незнайомці», «Лікарня», а також виконує відносно невеликі ролі у кінострічках «Остання таємниця» та «Ескорт».
Одна з найбільших її ролей — любителька далматинців Хлоє Саймон у кінострічці «102 далматинця» (2000). Під час зйомок цього фільму вона працювала з такими відомими акторами, як Гленн Клоуз та Жерар Депардьє.
Після виходу на екрани кінострічки «102 далматинці» Еліс ще деякий час продовжувала жити в Європі, але у 2003 році остаточно переїхала до Лос-Анджелесу (США), де живе донині.
Еліс знімалась у багатьох кінострічках та серіалах, серед яких найвідомішими стали «Ескорт» (1999), «C.S.I.: Маямі (2003)», «Чорний шар» (2003), «Чарівність» (2004), «Менталіст» (2008), Залишитись в живих" (2009), «Щоденники вампіра» (2011).
Еліс часто стає героїнею видань, присвячених моді, завдяки її оригінальному смаку та власному неповторному стилю в одязі.

## Особисте життя
14 вересня 2007 року у Мексиці відбулося весілля Еліс Еванс з відомим валлійським актором Йоаном Гріффіддом (нар.1973), з яким вона познайомилась на зйомках кінострічки «102 далматинці». 6 вересня 2009 року у подружжя народилась донька Елла Бетсі Джанет Гріффідд, 13 вересня 2013 року у них народилась друга донька Елсі Маріголд Еванс-Гріффідд.

## Фільмографія

### Фільми
- 1998: Остання таємниця / Rewind
- 1999: Monsieur Naphtali
- 1999: Ескорт / Mauvaise passe
- 1999: Одна за всіх / Une pour toutes
- 2000: 102 далматинця / 102 Dalmatians
- 2002: Клуб викрадачів / The Abduction Club
- 2002: Мою дружину звуть Моріс / Ma femme… s'appelle Maurice
- 2003: Чорний шар / Blackball
- 2003: Hard Labour (короткометражка)
- 2004: Чарівність / Fascination
- 2005: Чотири напрямки передмістя / Four Corners of Suburbia
- 2006: Голівудські мрії / Hollywood Dreams
- 2006: Різдвяна листівка / The Christmas Card
- 2007: Who You Know (короткометражка)
- 2007: Королі афери / Save Angel Hope
- 2007: Небезпечна стоянка / Dangerous Parking
- 2009: Reunion
- 2010: Capture Anthologies: Love, Lust and Tragedy
- 2012: Усі люди брешуть / Liars All

### Серіали
- 1996: Еліза топ-модель / Elisa Top Model
- 1996: Незнайомці / Strangers
- 1998: Лікарня / H
- 1998: Сходинки до слави / Le ragazze di Piazza di Spagna
- 1999: Зменш свій ентузіазм / Curb Your Enthusiasm
- 1999: The Chris Isaak Show
- 2003: C.S.I.: Маямі / CSI: Miami
- 2006: Mayo
- 2006: Брати і сестри / Brothers & Sisters
- 2008: Менталіст / The Mentalist
- 2009: Загублені / Lost
- 2011: Щоденники вампіра / The Vampire Diaries

### Озвучування
- 2005: Американський татусь / American Dad! (серіал)
- 2008: Агент Краш / Agent Crush

## Цікаві факти
- Еліс вісім років зустрічалася Олів'єром Пікассо, онуком знаменитого художника Пабло Пікассо.
- Еліс та її чоловік актор Йоан Гріффідд до весілля зустрічалися протягом семи років. Перед заручинами актор зізнався журналістам, що поштовхом до такого кроку став ультиматум Еліс — «ніжний поштовх — який був найкращою річчю, яку тільки вона могла зробити.»[2] Зміст таємничого ультиматуму не розголошується.